# Blue1
Blue1 (bis 2004 Air Botnia) war eine finnische Regionalfluggesellschaft mit Sitz in Vantaa und Basis auf dem Flughafen Helsinki-Vantaa. Sie fusionierte im Jahr 2016 mit dem Mutterunternehmen CityJet.

## Geschichte

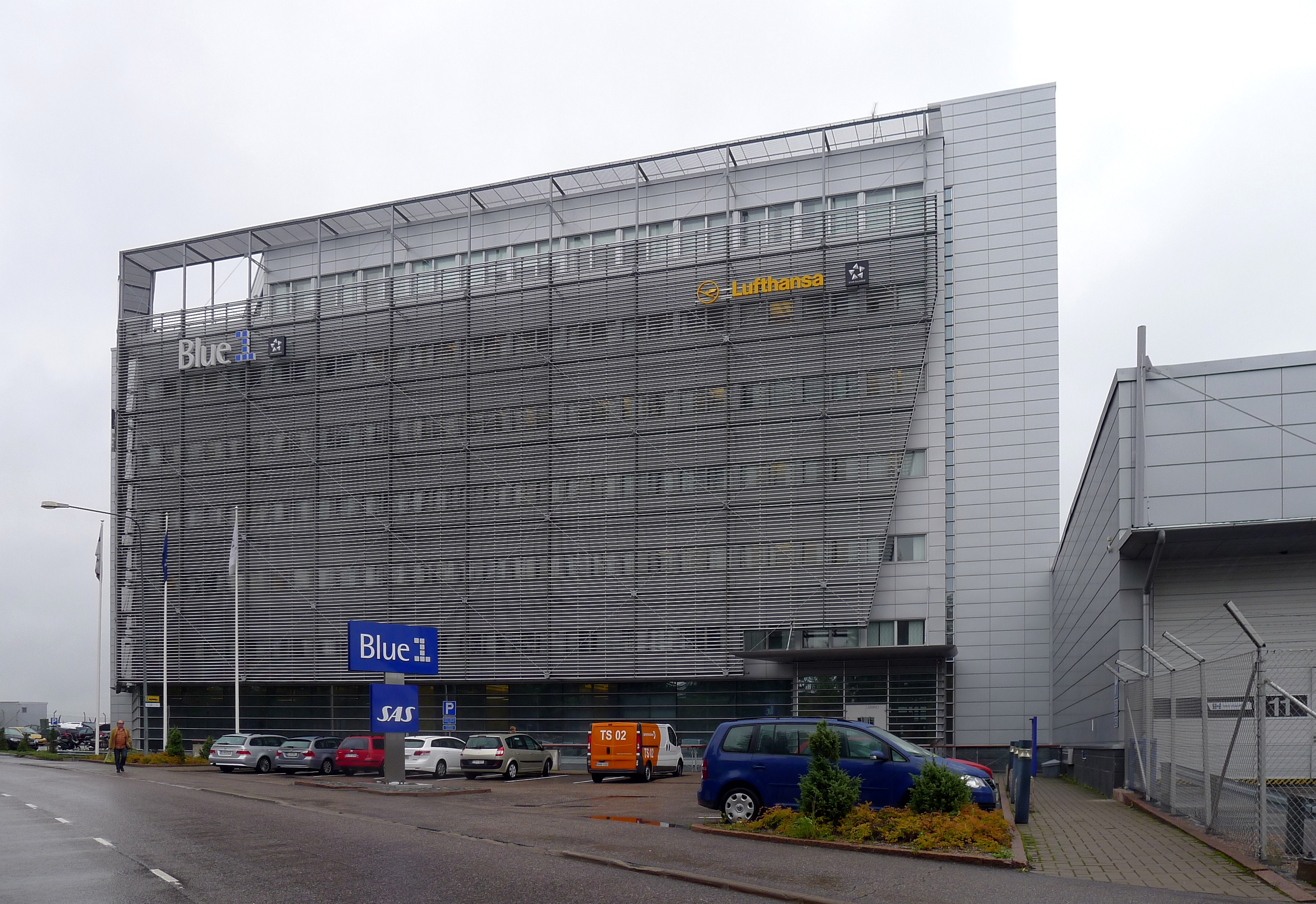
Hauptsitz der Blue1 in Vantaa

### Air Botnia
Die früher unter dem Namen Air Botnia operierende Regionalfluggesellschaft wurde 1987 von Vater und Sohn Pakari, die später auch Finncomm Airlines ins Leben riefen, gegründet. Sie flog im Auftrag von Finnair Regionalstrecken mit geringer Nachfrage vor allem im nördlichen Lappland und am bottnischen Meerbusen. Hierzu wurden zwei Embraer EMB 110 sowie eine Swearingen Merlin und eine Cessna 402 eingesetzt. Im Jahr 1995 flog man erstmals von der Hauptstadt Lapplands, Rovaniemi, zweimal wöchentlich nach Murmansk im Norden Russlands. Hierzu wurde eine von vier neu erworbenen BAe Jetstream 31 eingesetzt. Dabei hatte man sich jedoch übernommen und setzte im Frühsommer 1995 den Flugbetrieb aus. Die Gesellschaft wurde reorganisiert und im Januar 1998 von SAS Scandinavian Airlines gekauft.

### Blue1

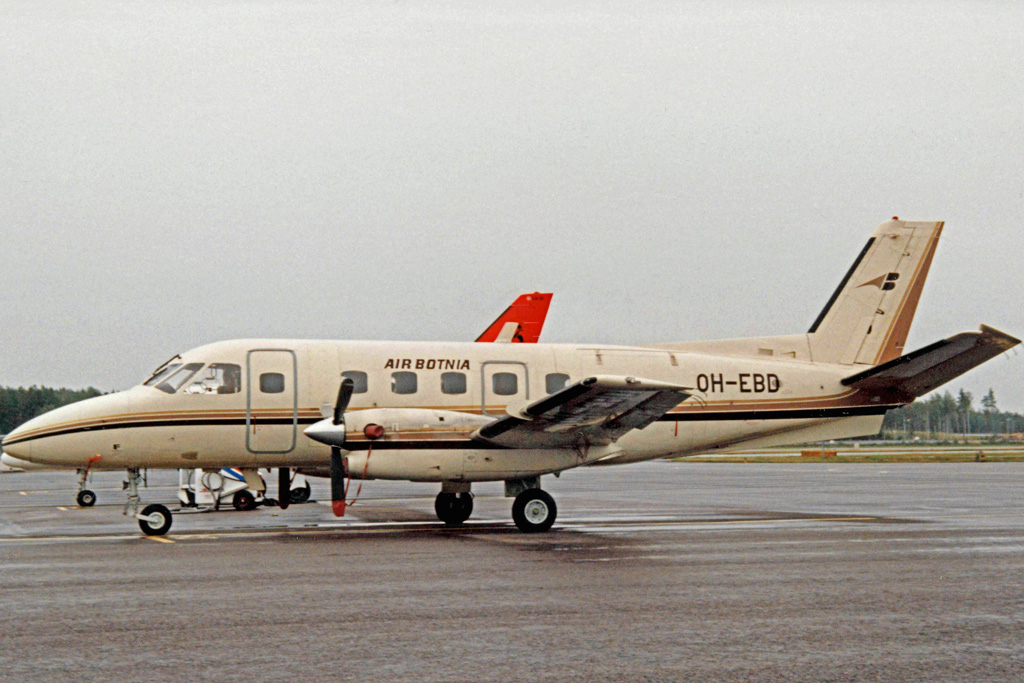
Embraer EMB-110 der Air Botnia im Jahr 1994

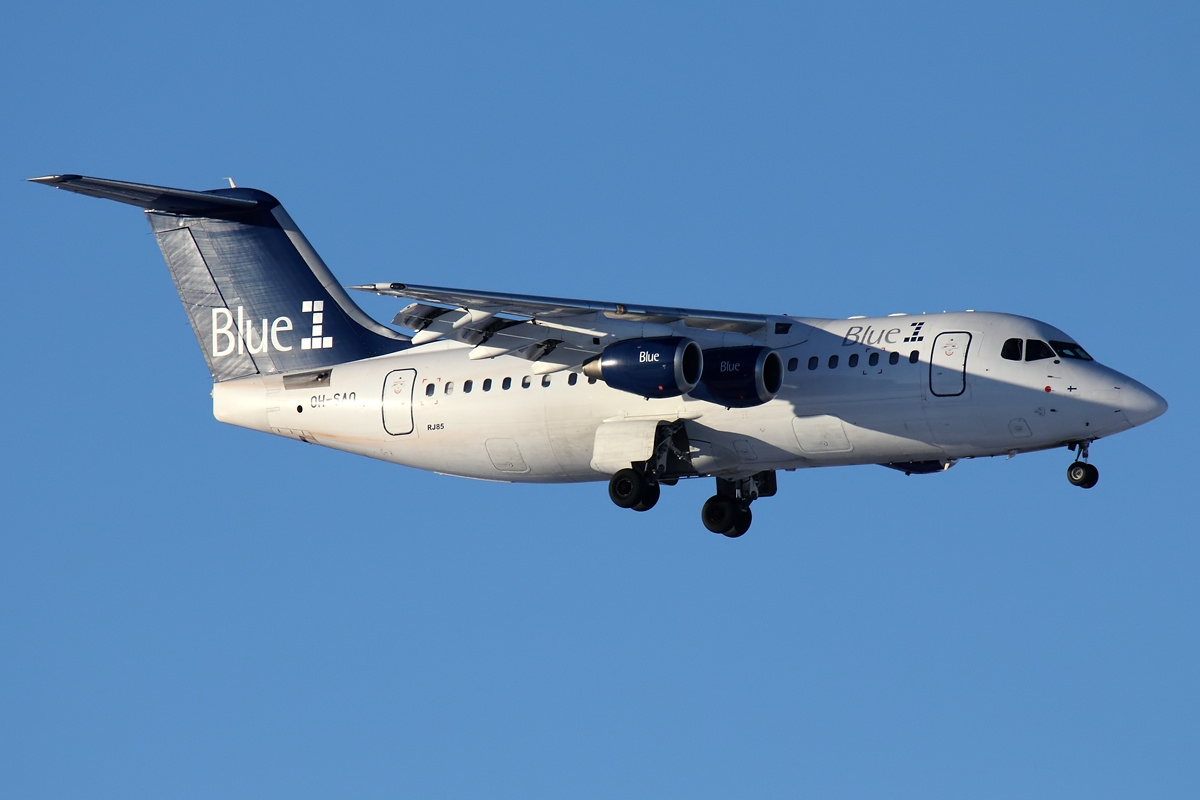
Avro RJ85 der Blue1 im Jahr 2011

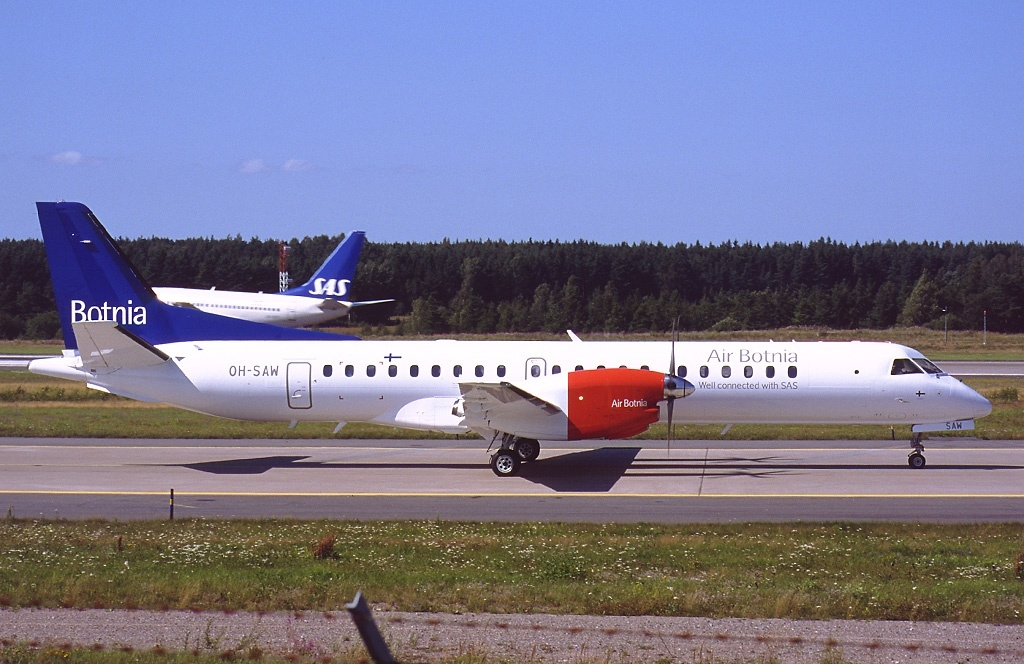
Saab 2000 der Air Botnia im Jahr 2002

Seit Anfang 2004 verkehrte die Gesellschaft unter dem Namen Blue1. Sie unternahm seither Zubringerflüge zu den Drehkreuzen der SAS in Stockholm und Kopenhagen sowie Punkt-zu-Punkt-Verbindungen von Helsinki und anderen finnischen Städten nach West- und Osteuropa. Die Flotte wurde damals durch Saab 340 und Fokker F28-4000 der SAS erneuert. Durch neue Lärmschutzbestimmungen mussten die Fokker ab 2001 durch BAe 146-200 und Avro RJ100 ersetzt werden. 
Am 31. Oktober 2004 wurde Blue1 regionales Mitglied der Luftfahrtallianz Star Alliance, schied aber im Dezember 2012 wieder aus.
Mittelfristig wurde geplant, die Flotte weitgehend auf Boeing 717-200 umzustellen. Zum Sommer 2011 flogen zunächst insgesamt neun 717 bei Blue1, diese wurden von Spanair und Quantum Air übernommen. Zusätzlich wurde mit diesen Flugzeugen ein neues Farbschema namens „Flowing“ eingeführt, das für jede Maschine individuell variiert wurde. Es wurde von der Helsinkier Aalto-Universität entwickelt.
Im Juni 2011 wurde bekannt, dass Blue1 die defizitären restlichen Avro RJ früher als geplant ausmustern sowie einige Mitarbeiter entlassen werde. Des Weiteren wurde das Streckennetz im Wesentlichen auf skandinavische Ziele konzentriert, einige Ziele wie London, Paris, Berlin oder München wurden in der Folge eingestellt.
Im November 2012 wurde Blue1 stärker an das Mutterunternehmen SAS Scandinavian Airlines gebunden, so übernahm diese die Vermarktung der Blue1-Flüge unter dem Namen SAS Suomi. Die eigenständige Internetpräsenz der Blue1 diente inzwischen nur noch dem Vertrieb der Charteraktivitäten, der Markenname blieb jedoch erhalten. Das Drehkreuz der Blue1 war seit dem 26. März 2012 der Flughafen Kopenhagen-Kastrup, die meisten Flugbewegungen wurden jedoch weiterhin von Helsinki-Vantaa aus durchgeführt. 
Im Mai 2014 gab Blue1 bekannt, ihre gesamte Flotte bestehend aus Boeing 717 mittelfristig durch einen anderen Typ zu ersetzen. Wenige Wochen später wurde bekanntgegeben, dass Blue1 bereits kurzfristig vier ihrer neun Boeing 717 ersatzlos ausflotten werde. Durch diese Maßnahme wurden auch 160 von 320 Arbeitsplätzen gestrichen sowie einige Routen eingestellt.
Im März 2015 gab Blue1 bekannt, ihre gesamte Boeing 717-Flotte zu verkaufen und durch Boeing 737-600 von Scandinavian Airlines zu ersetzen. Dieser Plan wurde wenige Monate später jedoch geändert: die 717 sollten zwar wie geplant ausgemustert, jedoch nicht durch 737-600 ersetzt werden.
Im Oktober 2015 gab die SAS Group den Verkauf von Blue1 an die irische CityJet bekannt, die die Gesellschaft mindestens für die nächsten drei Jahre weiterhin im Auftrag von Scandinavian Airlines betreiben wollte. Die verbleibenden fünf Boeing 717 sollten neu durch acht Bombardier CRJ900 inklusive sechs Optionen ersetzt werden. Dennoch fusionierte Blue1 im Jahr 2016 mit CityJet und stellte damit den Betrieb ein.

## Flugziele
Blue1 führte Flüge im Streckennetz der SAS Scandinavian Airlines durch und unterhielt ein Drehkreuz auf dem Flughafen Kopenhagen-Kastrup, wovon sie Ziele in Nordeuropa anflog.

## Flotte

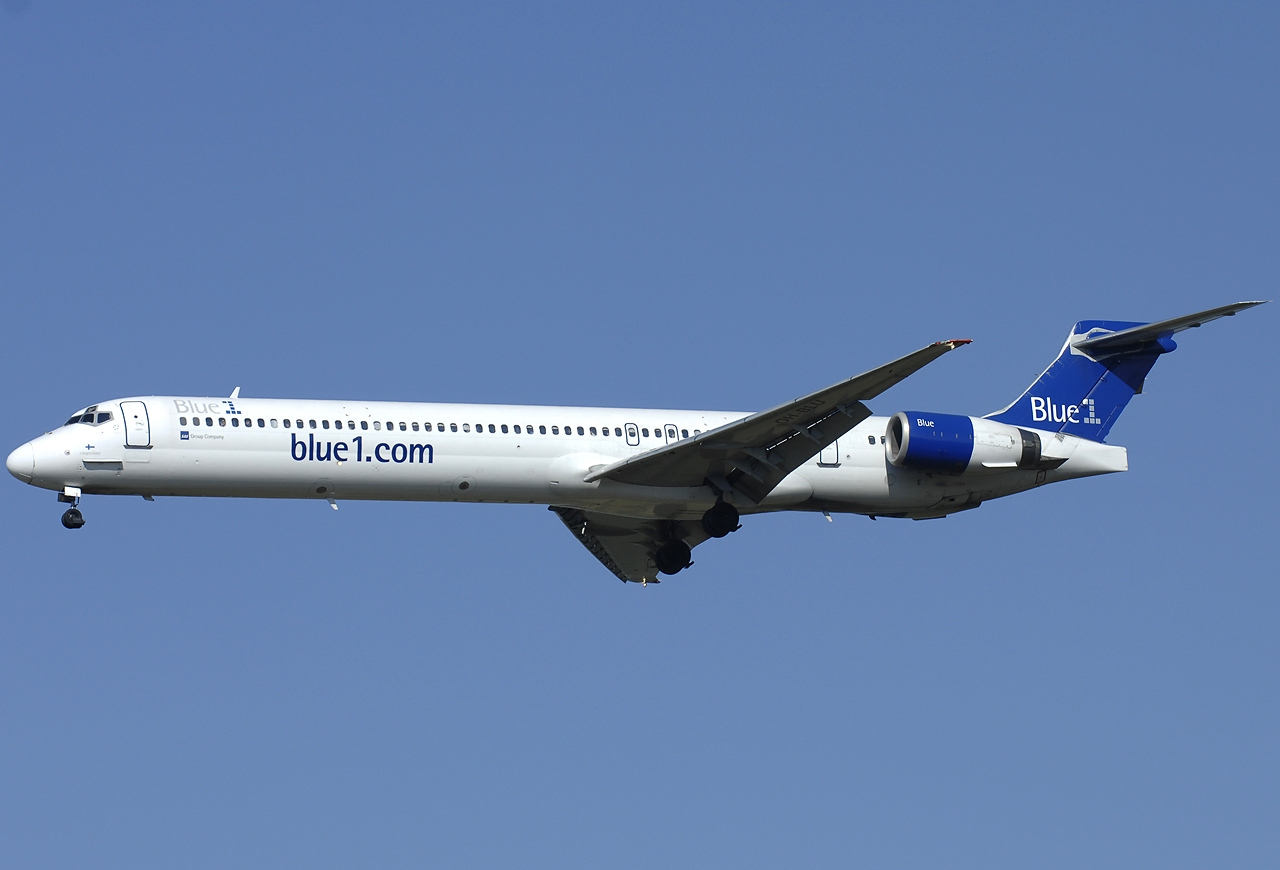
McDonnell Douglas MD-90-30 der Blue1 im Jahr 2008

In der Vergangenheit setzte Blue1 unter anderem folgende Flugzeugtypen ein:
- ATR 72
- Avro RJ
- Boeing 717-200
- Embraer EMB 110
- Fokker F28
- McDonnell Douglas MD-90
- Saab 2000